# وی‌ال‌سی مدیا پلیر

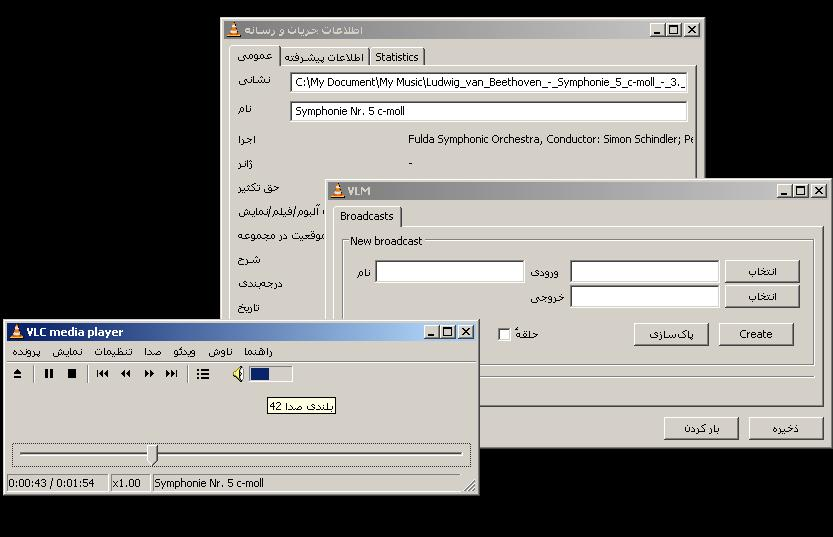
نمایی از نسخه فارسی وی‌ال‌سی در ویندوز اکس‌پی

وی‌اِل‌سی (به انگلیسی: VLC)، (پیش‌تر: ویدئولن کلاینِت) پخش‌کنندهٔ چندرسانه‌ای متن باز و رایگانی است که قابلیت اجرا روی بسترهای گوناگون را دارد و می‌تواند بیشتر فایل‌های چندرسانه‌ای و همچنین پخش دی‌وی‌دی‌ها، سی‌دی‌های صوتی، سی‌دی‌های ویدیویی و پروتکل‌های گوناگون را اجرا کند. این نرم‌افزار نتیجه تلاش‌های گروه پروژه ویدئولن و قابل نصب بر روی سیستم‌عامل‌‌های گوناگون می‌باشد. وی‌ال‌سی توانایی کدگذاری و کدبرداری بسیار گسترده‌ای را دارد و جستجو برای یافتن کدک‌های گوناگون را غیرضروری می‌کند. این نرم‌افزار نسخه فارسی نیز دارد.

## توانایی‌ها و کدهای پخش
- پخش انواع فرمت ها از جمله MPEG-1, MPEG-2, MPEG-4, DivX, mp3, ogg, ...
- پخش انواع DVD ، VCD
- پشتيباني كامل از انواع مختلف فرمتهاي صوتي و تصويري
- پخش انواع DVD ،VCD با كيفيت FULL HD
- حجم بسیار اندک نسبت به قابلیت های فراوان آن و همچنین نسبت به نرم افزار های مشابه
- محیط بسیار ساده و كاربر پسند بصورت كاملا رايگان
- پشتيباني از فايلهاي ناقص دانلود شده و پخش ديسكهاي مخدوش شده
- پشتیبانی در زبان های مختلف از جمله زبان فارسی
- قابلیت اجرا در اکثر سیستم عامل ها یعنی ویندوز، لینوکس، مکینتاش و ...
- پوسته های متعدد برای سلیقه های مختلف
- پشتیبانی از انواع فرمت‌های صوتی و تصویری و زیرنویس
- دانلود دارد. می‌توان در حین دانلود یک فیلم، توسط این برنامه به مشاهده قسمت‌های گرفته شده پرداخت.
- vlc یکی از نرم‌افزارهای منبع باز پخش دی‌وی‌دی است که محدودیت‌های مربوط به پخش دی‌وی‌دی در مناطق مختلف را ندارد.
- از برنامه می‌توان به عنوان ضبط‌کننده میزکار نیز استفاده نمود.

## ویژگی‌ها
نرم افزاری حرفه ای که می تواند به جای همه نرم افزار هایی که به عنوان Player بر روی سیستم نصب می شود قرار گیرد زیرا قادر است تا 99 درصد فرمت ها را پشتیبانی کند. همچنین نرم افزار VLC  قادر است فرمت های مختلف را به یکدیگر تبدیل کند. در نظر بگیرید برای اجرای DVD های خود باید نرم افزارهای سنگینی همچون Cyberlink PowerDVD و یا Corel WinDVD را بر روی سیستم خود نصب کنید. این نرم افزار ها ضمن این که فضای نسبتاً زیادی از هارد دیسک شما را اشغال می کنند ، برای اجرای فیلم ها نیز فضای زیادی هم از حافظه سیستم یعنی Ram را اشغال می کنند. VLC Media Player بسیار سبک است در حالی که می تواند به راحتی DVD ها را نمایش دهد.